# Lorenzo Tiepolo
Lorenzo Tiepolo (zm. 15 sierpnia 1275) – doża Wenecji od 23 lipca 1268 do 15 sierpnia 1275.